# Crkva sv. Jurja u Đurđevcu
Crkva sv. Jurja u Đurđevcu (Hrvatska), zaštitnika mjesta koji se slavi 23.4. na Đurđevo, najljepši je primjerak starohrvatske bazilike. Projektirao ju je Stjepan Podhorsky, i sagrađena je 1928. Zbog podvodnog terena, sagrađena je na tri metra ukopanoj i metar debeloj betonskoj ploči, u koju je ugrađeno 230 vagona dravskog šljunka. Unutra je slika sv. Jurja iz 1824., nepoznatog autora. Crkva sv. Jurja u Đurđevcu prva je u Hrvatskoj dobila električna zvona, još 1967. godine.

## Orgulje
Ferdo Heferer izgradio je orgulje za crkvu (op. 199) 1908. godine. Glazbalo ima ovu dispoziciju:
| I. manual C–f3 |                 |     |
| 1.             | Bourdon         | 16′ |
| 2.             | Prinzipal       | 8′  |
| 3.             | Gamba           | 8′  |
| 4.             | Lieblichgedeckt | 8′  |
| 5.             | Regal           | 4′  |
| 6.             | Rohrflöte       | 4′  |
| 7.             | Cornett V       |     |

| II. manual C–f3 |                 |    |
| 8.              | Geigenprinzipal | 8′ |
| 9.              | Bariton         | 8′ |
| 10.             | Aeoline         | 8′ |
| 11.             | Vox coelestis   | 8′ |
| 12.             | Fugara          | 4′ |

| Pedal C–d1 |               |     |
| 13.        | Subbass       | 16′ |
| 14.        | Zartbass      | 16′ |
| 15.        | Principalbass | 8′  |
| 16.        | Cello         | 8′  |

Spojevi: I-P, II-P, II-I, 0. 

Kolektivi: P, MF, F, TT.

Pomagala: 2 slobodne kombinacije, ped. aut., crescendo (valjak).

Trakture su elektropneumatske s registarskim kancelama.

## Poveznice
- Đurđevac
- Đurđevački stari grad
- Picokijada – Legenda o picokima
- Đurđevečki peski
- Park-šuma "Borik"